# Przejście graniczne Krzewina Zgorzelecka-Ostritz
Przejście graniczne Krzewina Zgorzelecka-Ostritz – istniejące do 2007 polsko-niemieckie drogowe przejście graniczne położone w województwie dolnośląskim, w powiecie zgorzeleckim, gminie Bogatynia, w miejscowości Krzewina Zgorzelecka.

## Opis
Przejście graniczne Krzewina Zgorzelecka-Ostritz z miejscem odprawy granicznej po stronie niemieckiej w miejscowości Ostritz czynne było przez cały rok: kwiecień-wrzesień w godz. 8.00–18.00, a w pozostałym październik-marzec w godz. 8.00–20.00. Dopuszczone było przekraczanie granicy dla ruchu osobowego: pieszy i rowerowy (bez silnika) oraz mały ruch graniczny. Kontrolę graniczną osób, towarów i środków transportu wykonywała kolejno: Graniczna Placówka Kontrolna Straży Granicznej w Zgorzelcu, Placówka Straży Granicznej w Zgorzelcu. Obie miejscowości łączył most na rzece Nysie Łużyckiej.
21 grudnia 2007 na mocy układu z Schengen przejście graniczne zostało zlikwidowane.

## Galeria

Przejście graniczne Krzewina Zgorzelecka-Ostritz
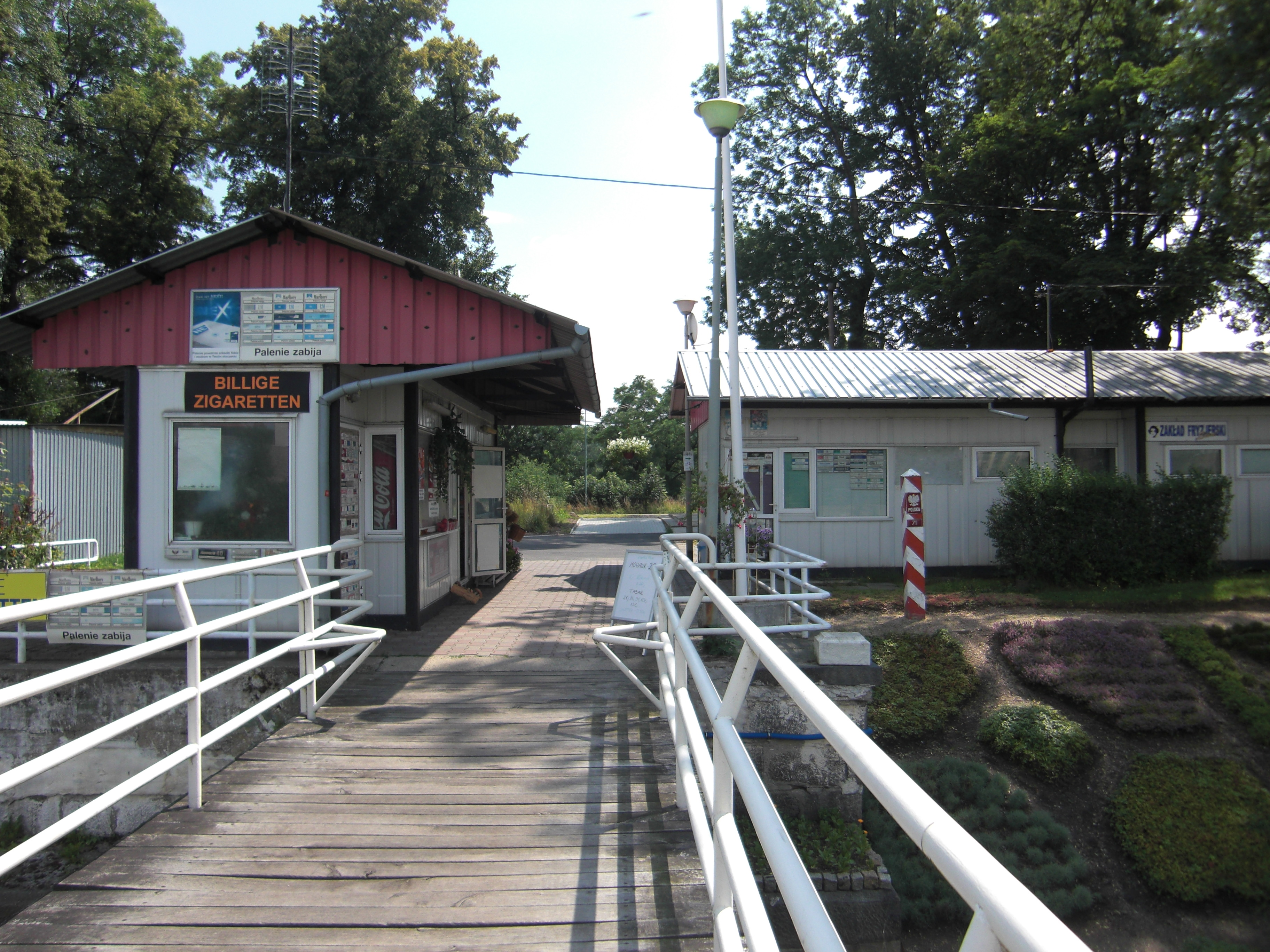
(lipiec 2008)
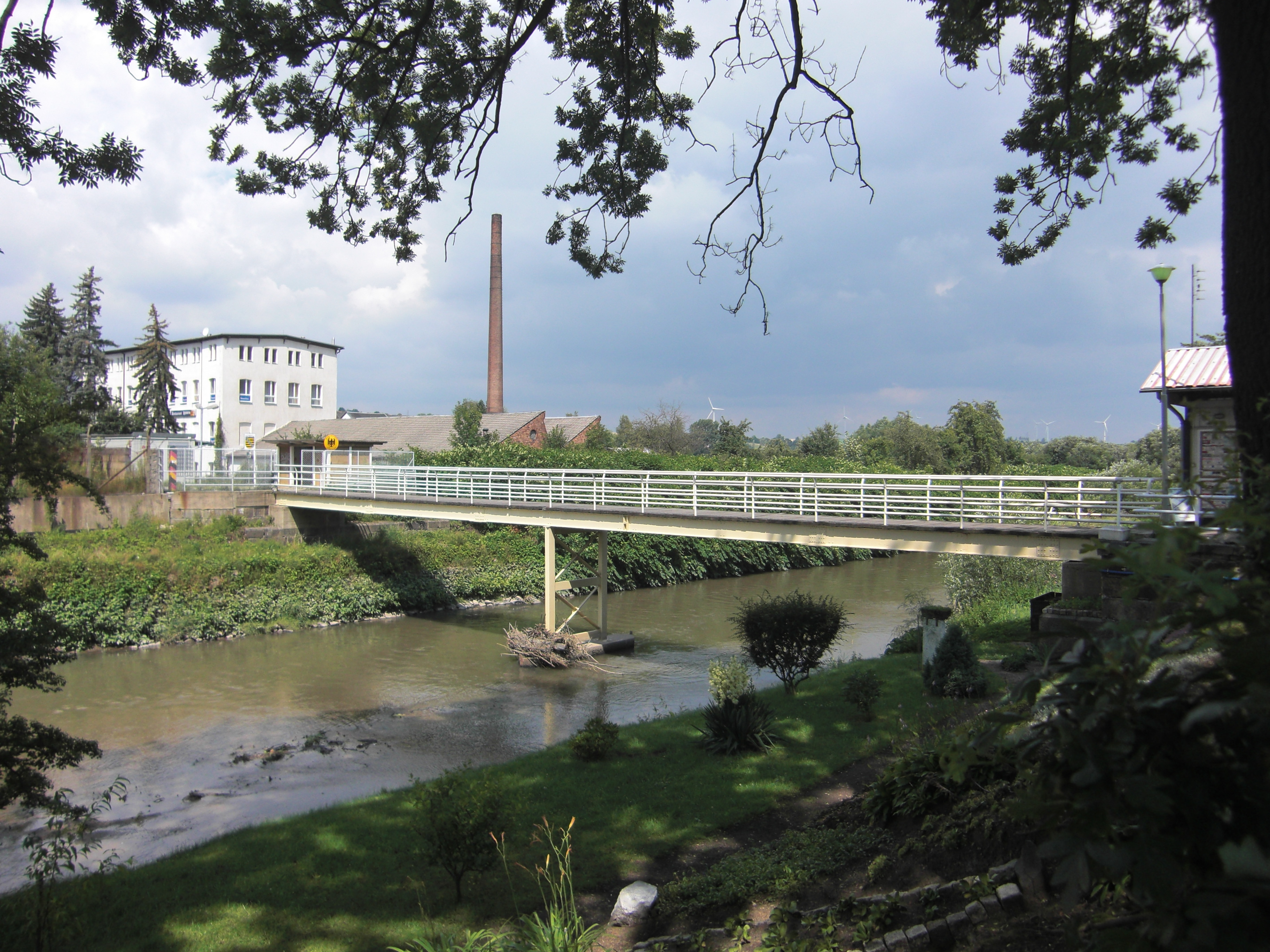
(lipiec 2008)
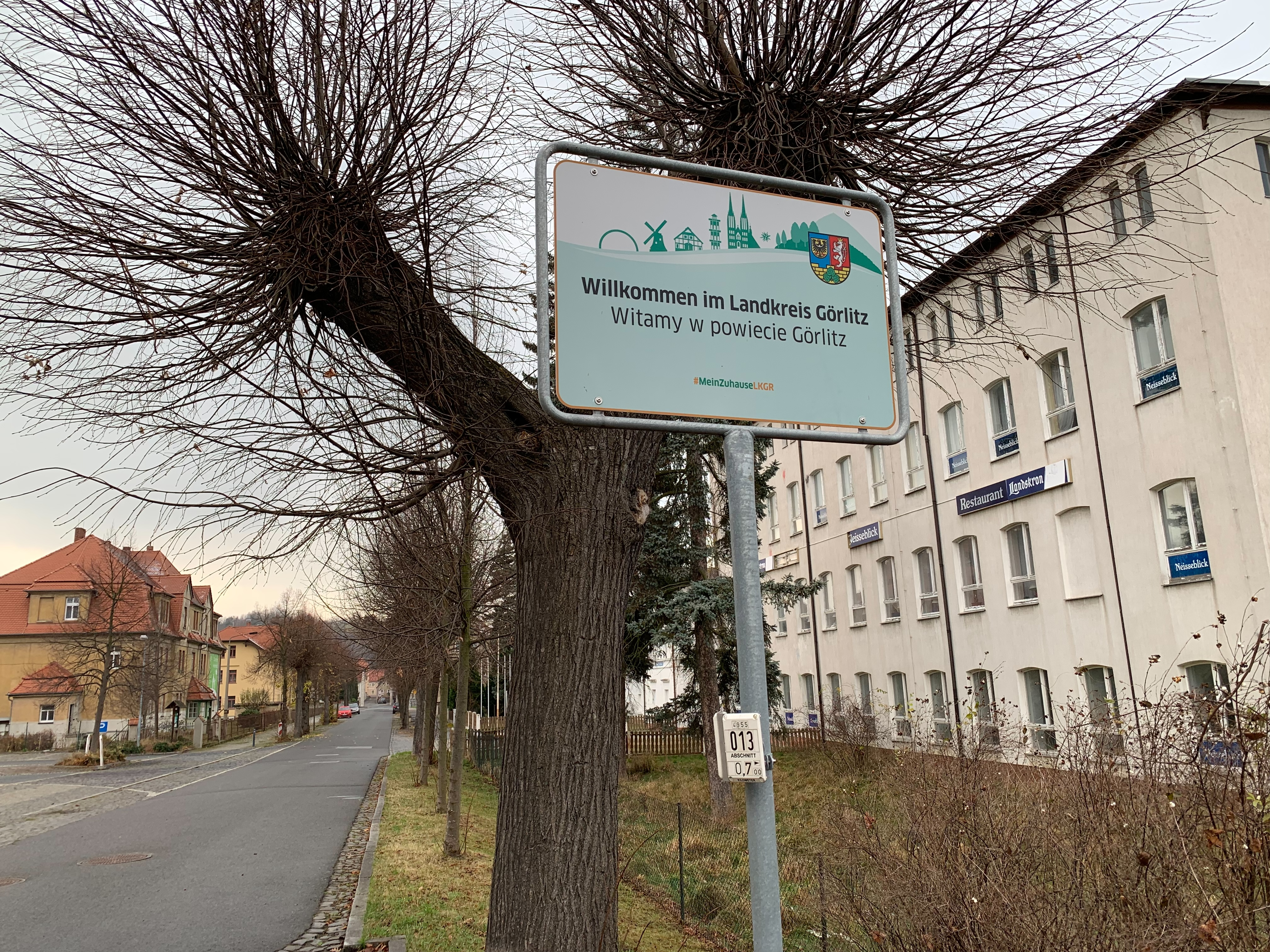
(listopad 2021)